# Samantha Isler
Samantha Isler (Tusla, 26 d'octubre de 1998) és una actriu estatunidenca, coneguda principalment per haver interpretat el personatge de n'Ellie a la sitcom de la NBC Sean Saves the World.
Isler va iniciar la seva carrera interpretativa el 2009, participant en el programa de la NBC Today, on feia de nena reportera. Posteriorment va interpretar un paper a la sèrie de televisió Supernatural, encarnant el personatge de l'Amara/The Darkness.

## Filmografia

### Cinema
| Any  | Títol            | Paper                    | Notes        |
| ---- | ---------------- | ------------------------ | ------------ |
| 2012 | No One Knows     | Hannah                   | Curtmetratge |
| 2013 | Home Run         | Kendricks                |              |
| 2014 | Dig Two Graves   | Jake Mather              |              |
| 2016 | Capità fantàstic | Kielyr Cash              |              |
| 2017 | Molly's game     | Molly Bloom (adolescent) |              |

### Televisió
| Any     | Títol                | Paper          | Notes               |
| ------- | -------------------- | -------------- | ------------------- |
| 2013–14 | Sean Saves the World | Ellie Harrison | Paper principal     |
| 2015    | Supernatural         | Amara (teen)   | "Our Little World"  |
| 2016    | Grey's Anatomy       | Maya Roberts   | "All I Want Is You" |